# Dům čp. 79 (Kamenický Šenov)
Dům čp. 79 stojí v ulici Kostelní vrch (německy Am Kirchberge) v Kamenickém Šenově. Jedná se o převážně roubený venkovský dům s patrem, pod nímž se v přízemí nachází podstávka. Objekt má obdélníkový půdorys, který je rozšířen o zádveří a dvorní přístavbu. Stavba je kryta mansardovou polovalbovou střechou. Původ objektu je datován do 3. čtvrtiny 18. století. Tato patrová roubená stavba je památkově chráněna od 3. května 1958 (respektive od 20. ledna 1965, kdy byl učiněn zápis do státního seznamu kulturních památek).

## Historie
- V roce 1772 vlastnil dům obchodník se sklem Christian Weidlich (* 1716) (manželka Anna Marie (* 1724)).[1]
- V roce 1781 získal dům brusič skla Jakob Horn (* 1736) (manželka Anna Marie (* 1755)).[1]
- Řezník Anton Peterle (* 1783) se v roce 1817 stal majitelem domu (měl za manželku Johannu (* 1775)).[1]
- Johann Horn vlastnil objekt od roku 1850.[1]
- V roce 1879 se stal majitelem domu Franz Wagner.[1]
- Josef Wagner jej vlastnil od roku 1917.[1]
- V roce 1925 dům zakoupil pokrývač Raimund Krebs.[1]
- Stav k lednu 2023.[p. 1]

## Popis

### Hlavní budova
Památkově chráněný roubený patrový venkovský dům pocházející ze 3. čtvrtletí 18. století má výrazně obdélníkový půdorys rozšířený na jedné jeho delší straně (do ulice Kostelní vrch) o patrový přístavek (v dalším textu označován jako P1) a na opačné podélné stěně objektu (do zahrady) pak vystupuje další obdélný patrový přístavek (v dalším textu označován jako P2).
Podélná stěna domu (směrem do ulice Kostelní vrch resp. s přístavkem P1) má v přízemí obvazy a dvě okenní osy, v patře jsou pak tři okenní osy. Oba štíty objektu mají v podkroví dvě okenní osy, oba štíty jsou svisle bedněné s lištami. Jihozápadní štítová stěna objektu (průčelí) má v přízemí a patře tři okenní osy, přízemí je staticky vyztuženo obvazy. Severovýchodní štítová stěna domu (zadní průčelí) disponuje v přízemí a v patře dvěma okenními osami, přízemí zde již neobsahuje viditelné obvazy a je zděné.
Budova je kryta mansardovou střechou (podle původního popisu z roku 1967 pokrytou dehtovým papírem, dnes – rok 2023 – použita šedá střešní krytina ve tvaru plochých čtvercových „šupin“).
Stropy obytných místností jsou trámové, ale v hospodářských prostorách v přízemí je možno nalézt valené klenby s lunetami.

### Přístavek do ulice
Výrazně obdélný přístavek P1 je v přízemí zděný, svisle bedněný. Jeho horní patro je užší a kratší (ustupuje směrem k budově), je rovněž zděné a též svisle bedněné. Prostor mezi větším dolním patrem přístavku P1 a jeho menším horním patrem je kryt střechou (cca na úrovni stropu přízemí resp. podlahy patra objektu). Přízemí přístavku P1 má tři okenní osy zatímco patro přístavku P1 disponuje jen dvěma okenními osami. Přístavek P1 má v přízemí hlavní vchodové domovní dveře, za nimi malé zápraží a chodbu (na konci s toaletou). V patře přístavku P1 je úzká chodba na konci opět s toaletou.

### Přístavek do zahrady
Výrazně obdélný patrový přístavek P2 je nejspíše rovněž celý zděný. V přízemí byla podle původního popisu kůlna, horní (výrazně užší) patro přístavku P2 sloužilo jako chodba mezi kuchyní (v patře) a vedlejší komorou (rovněž v patře). Patro přístavku P2 bylo prosvětleno dvojicí oken.

### Vnitřní popis

#### Přízemí
Vstup do domu byl situován z ulice domovními dveřmi, jimiž se vešlo na malé zápraží. Odsud vedly jednak dveře do předsíně (v centru objektu), jednak do chodby v přízemí přístavku P1 (na jejím konci byla toaleta). Z předsíně vedly troje dveře: do světnice; do kuchyně; do pokoje a zároveň z předsíně bylo možno otevřeným schodištěm vystoupat do patra objektu. Světnice byla propojena s obdélnou světničkou. Kuchyně měla přístup do sklepa. V přízemí přístavku P2 byla kůlna a toaleta.

#### Patro
Schodiště z přízemí ústilo do předsíně v patře a pokračovalo dřevěnými schody do prostorného podkroví. Předsíň v patře měla čtvery dveře: Do světnice (situované na jihozápad); do světnice orientované na severovýchod; do kuchyně v patře a do chodby (zakončené toaletou) v přístavku P1. Z kuchyně v patře byl přístup do obdélné světničky v patře a též do komory (nad sklepem). Horní část zadní chodby byla v patře přístavku P2..

Vnitřní členění objektu (stav kolem roku 1935)
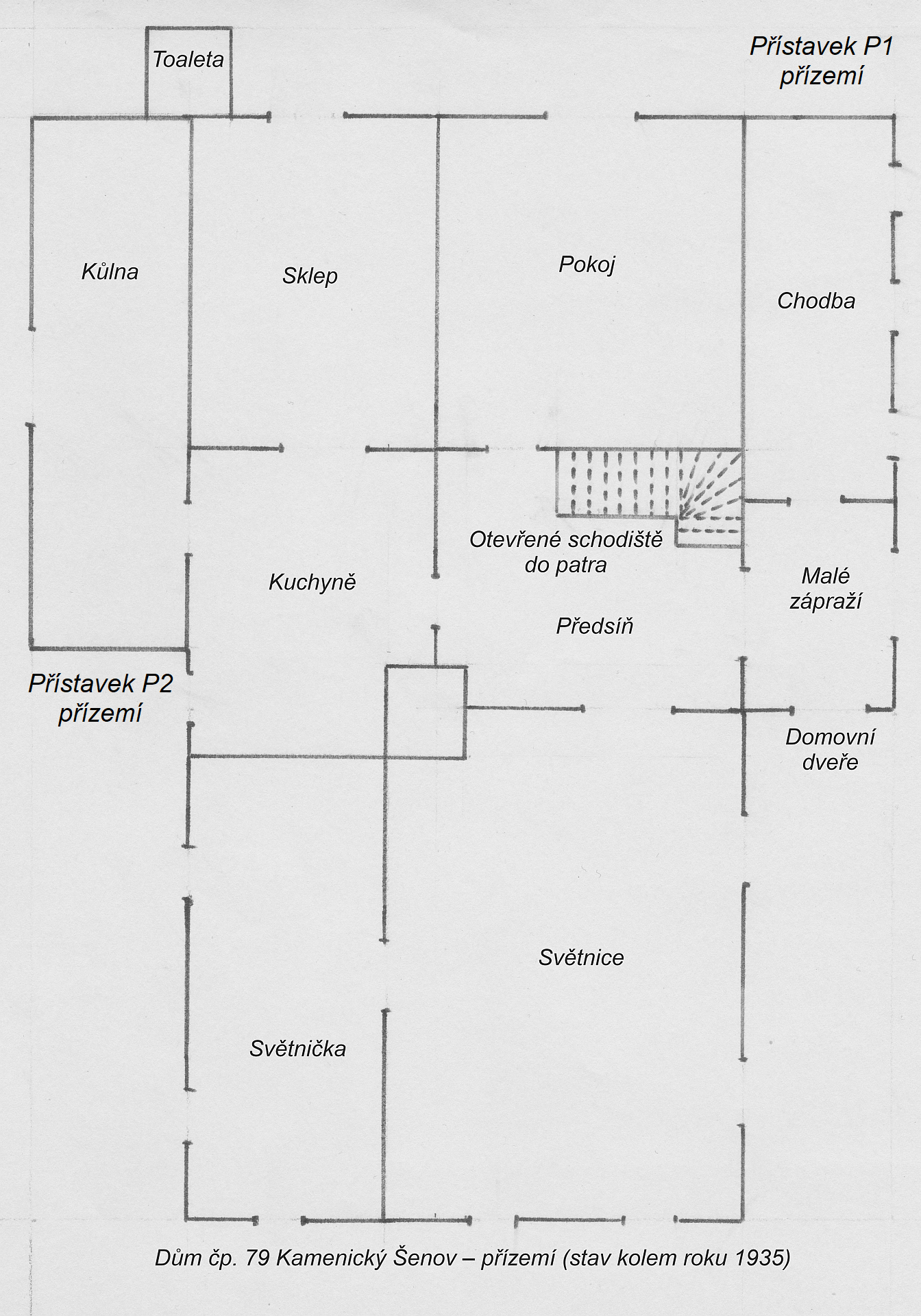
Přízemí
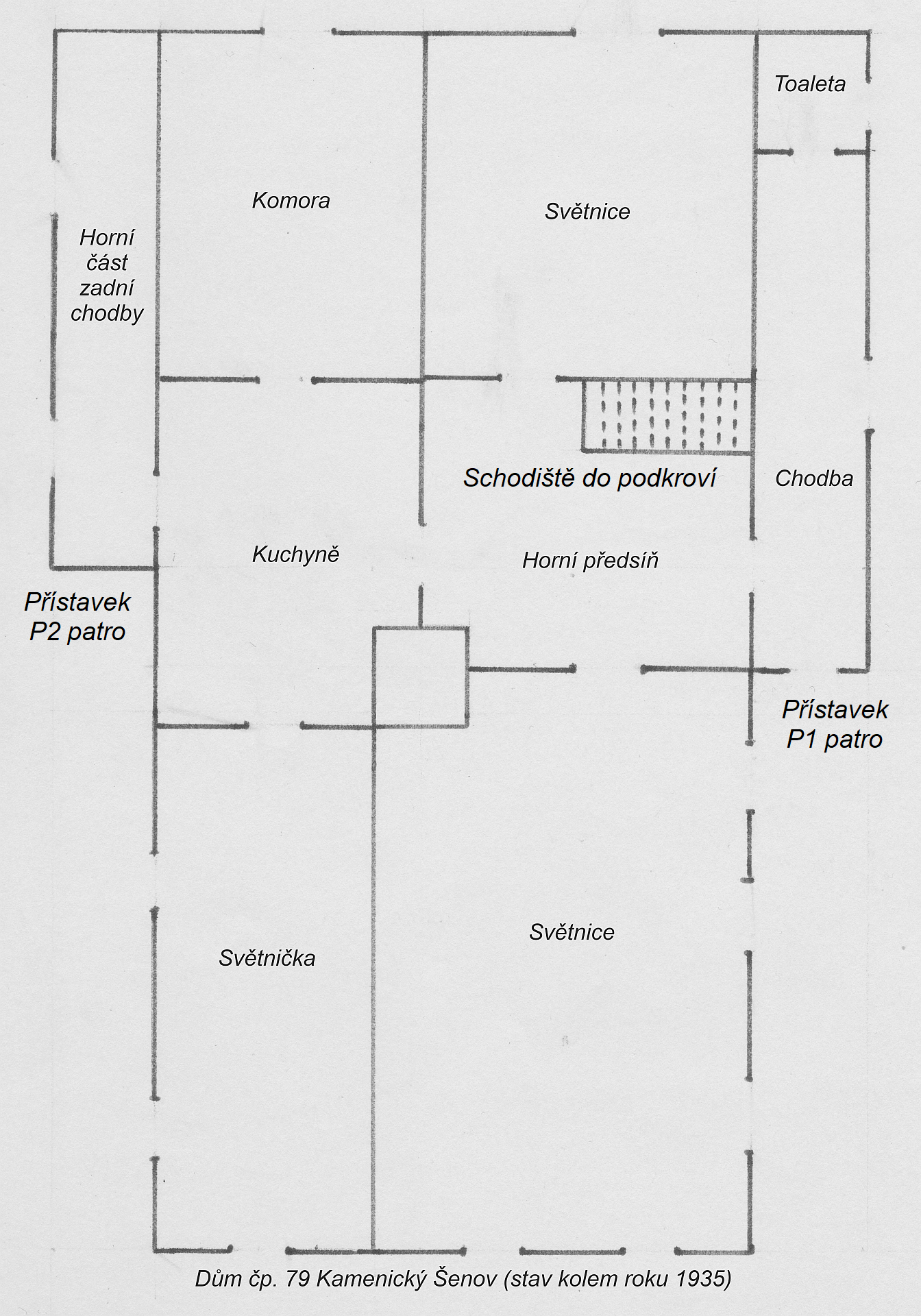
Patro

## Galerie

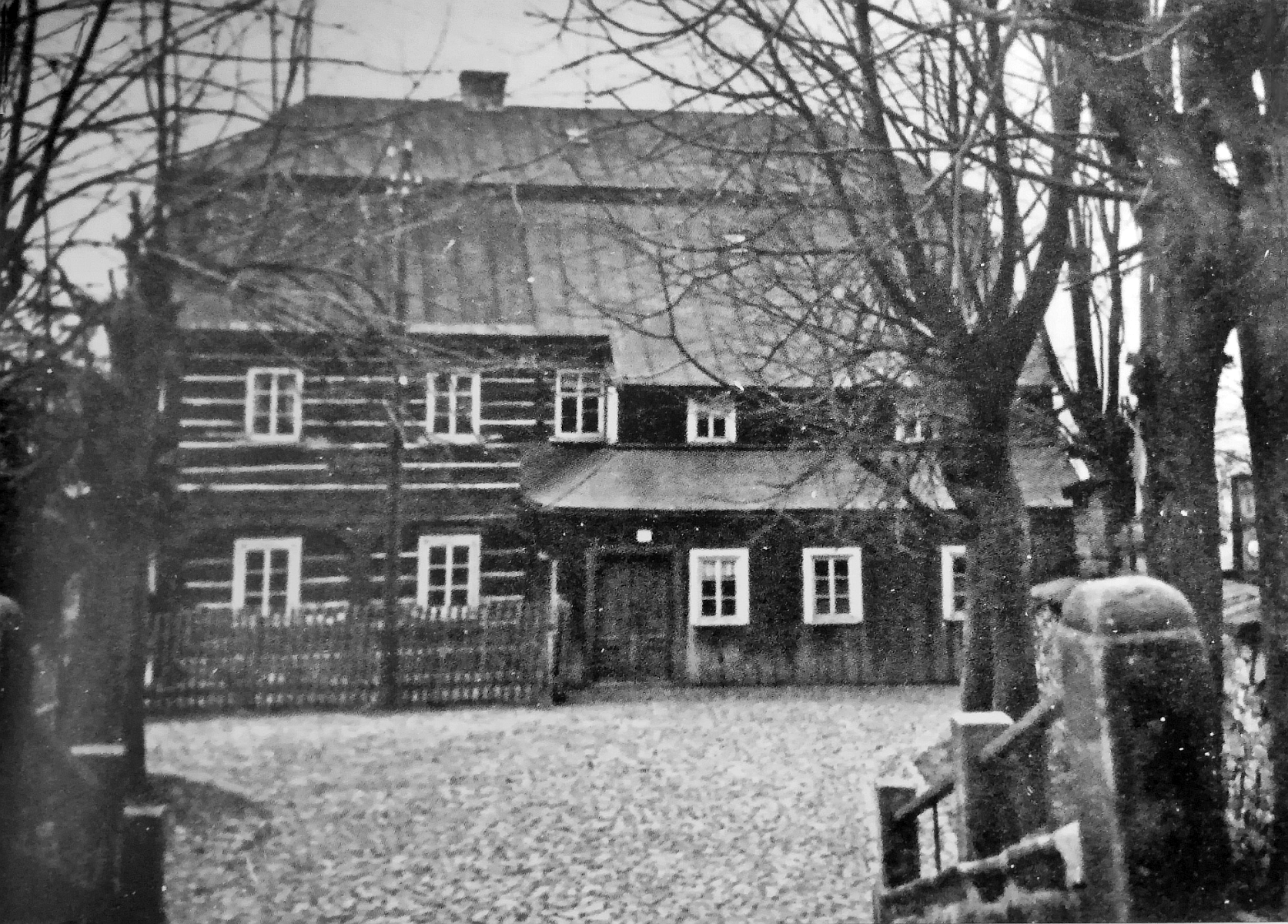
Podélná strana objektu do ulice Kostelní vrch (rok 1934)
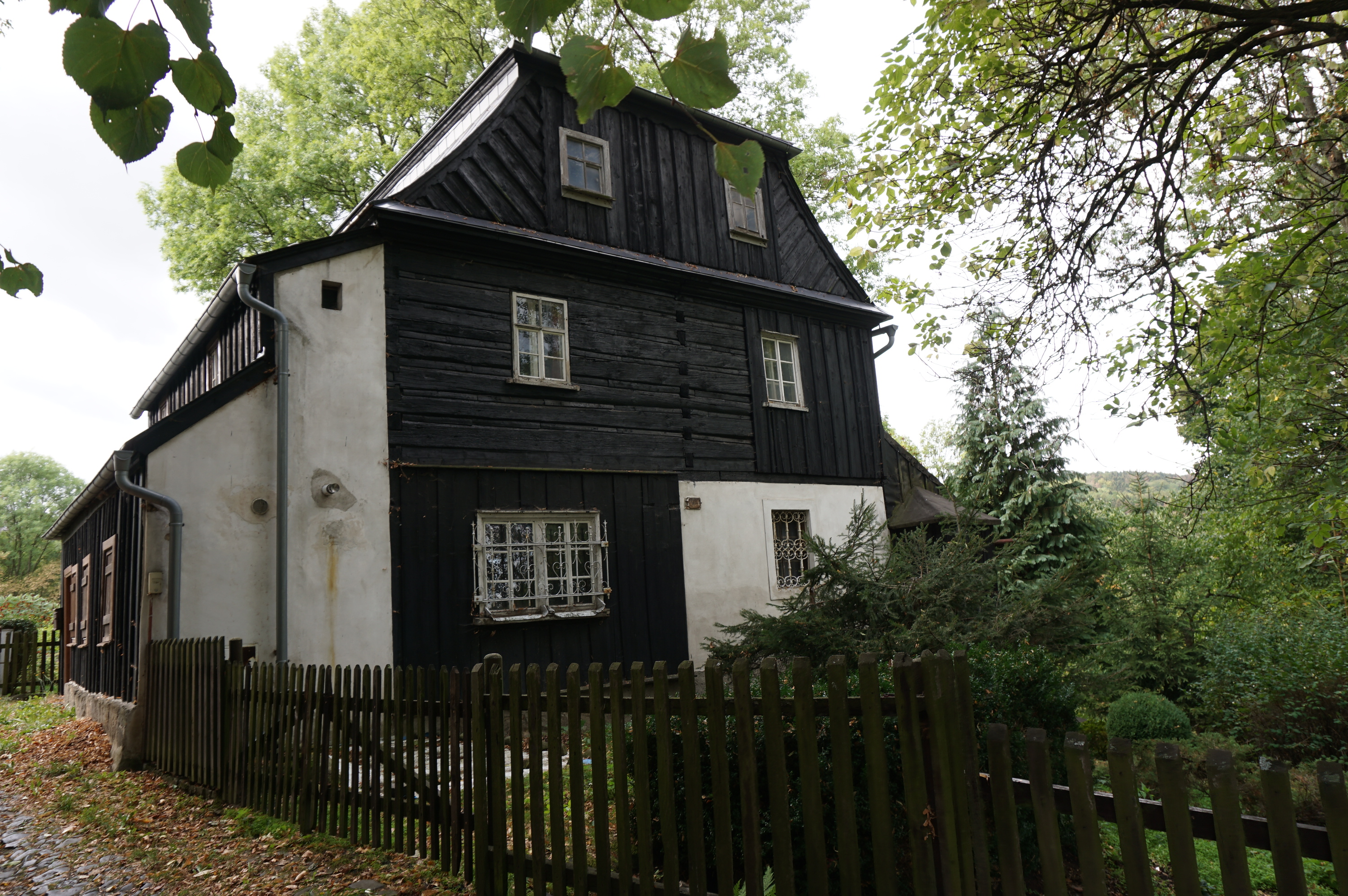
Severovýchodní průčelí (rok 2018)
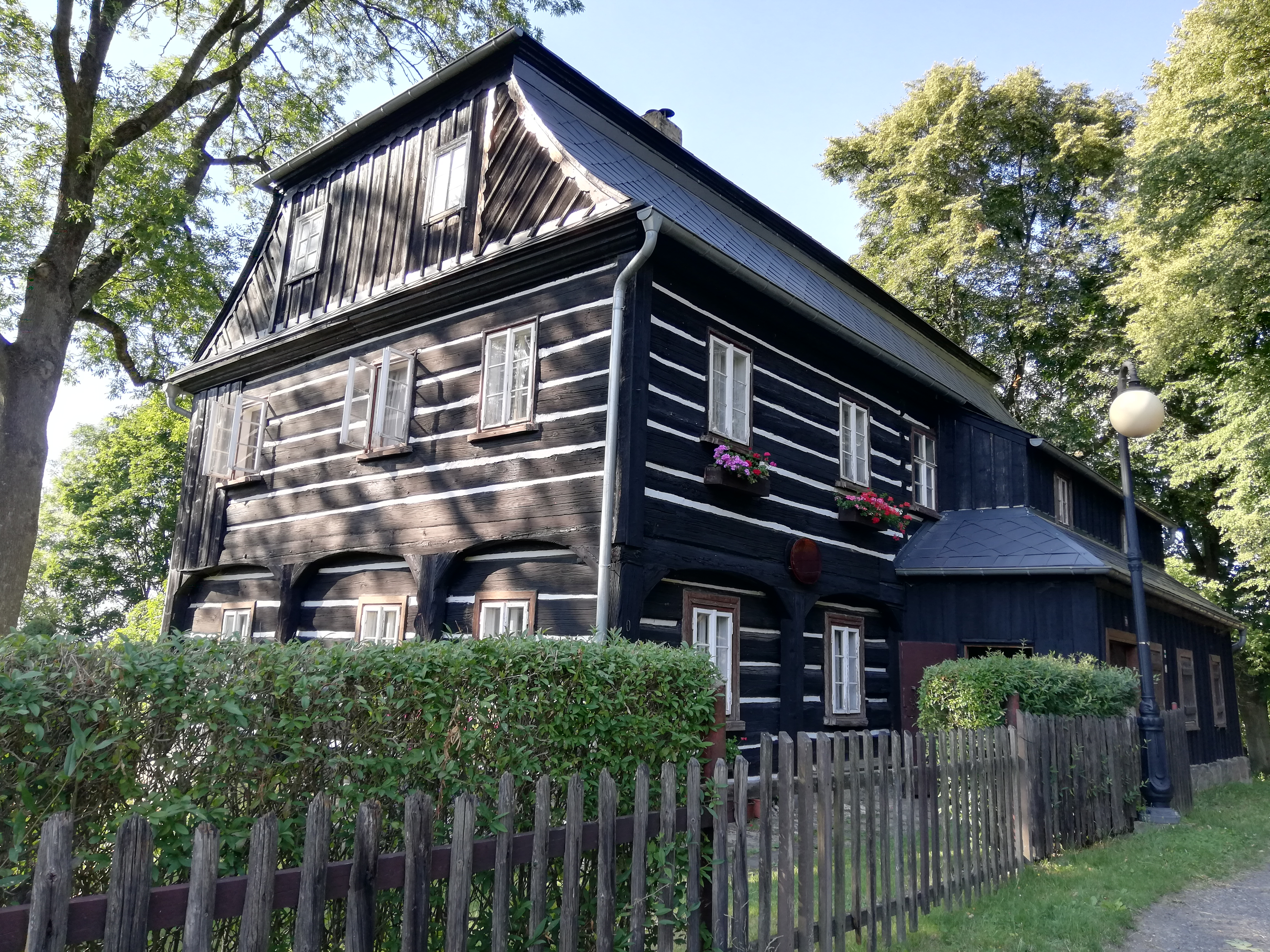
Jihozápadní průčelí (rok 2022)
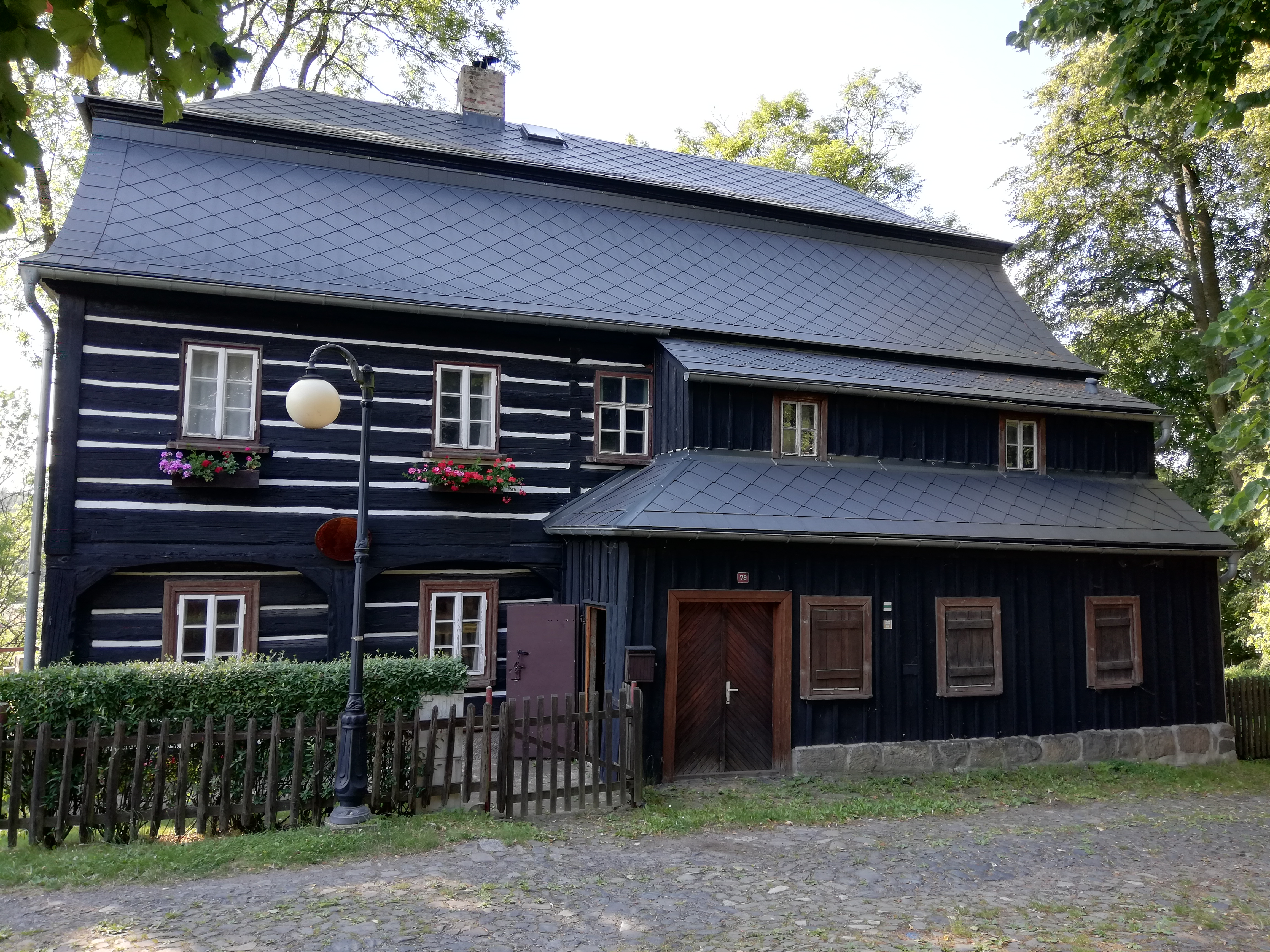
Podélná strana objektu do ulice Kostelní vrch (rok 2022)